# 琶洲駅
琶洲駅（はしゅう-えき）は、中華人民共和国広東省広州市海珠区に位置する広州地下鉄8号線・11号線の駅。
2010年9月25日より、昌崗駅 - 暁港駅間が8号線として開通し、暁港駅 - 万勝囲駅間も8号線の路線となる。このため、2号線の江南西駅 -万勝囲駅間は廃止され、それと同時に江南西駅 - 昌崗駅 - 広州南駅間が開通した。
2024年12月28日には11号線の開通により、乗り換え駅となった。

## 利用可能な鉄道路線
- 広州市地下鉄道総合公司
  - ■8号線
  - ■11号線

## 駅構造

### 8号線
| 地面階  | A出入口（北コンコース）      | セキュリティ 11号線 へ                                       |  |
| 地下1階 | 北コンコース                 | 改札口、自動券売機、サービスセンター、駅警備室、セキュリティ |  |
|         | 相対式ホーム、右側の扉が開く |                                                              |  |
|         | 1番線                        | 8号線 新港東へ（滘心方面）                                   |  |
|         | 2番線                        | 8号線 万勝囲へ（万勝囲方面）                                 |  |
|         | 相対式ホーム、右側の扉が開く |                                                              |  |
|         | 南コンコース                 | 改札口、自動券売機、サービスセンター、セキュリティ、駅商店   |  |
| 地下2階 | 連絡通路                     | 非改札内で南北コンコースを連絡 改札内で両ホームを連絡        |  |

### 11号線
| 地面階  |                            | 8号線 へ                                                             |  |
| 中間階  | 出入口沈降プラットフォーム | セキュリティ                                                         |  |
| 地下1階 | 乗換階                     | 出入口・駅施設連絡用                                                 |  |
| 地下2階 | コンコース                 | 改札口、自動券売機、駅商店、サービスセンター、駅警備室、セキュリティ |  |
| 地下3階 | 3番線                      | 11号線 員村へ（外回り方面）                                          |  |
|         | 島式ホーム、左側の扉が開く |                                                                      |  |
|         | 4番線                      | 11号線 赤沙へ（内回り方面）                                          |  |

## 駅周辺
- 広州国際会展中心
- 珠江大家庭花園
- 琶洲塔
- 中洲中心
- シャングリ・ラ・ホテル 広州
- 保利世貿博覧中心

## 歴史
- 2003年6月28日 - 開業[2]。
- 2024年12月28日 - 11号線の開業により、乗り換え駅になった[1]。

## 隣の駅
■8号線
万勝囲駅 - 琶洲駅 - 新港東駅
■11号線
赤沙駅 - 琶洲駅 - 員村駅